# Ashley Spencer
Ashley Spencer (née le 6 juin 1993 à Indianapolis) est une athlète américaine qui pratique d’abord le 400 mètres avant de se spécialiser dans le 400 mètres haies. En 2016, elle remporte une médaille de bronze dans cette discipline aux Jeux olympiques de Rio. 

## Parcours sportif

### 400 mètres (2012–2016)
En 2012, à 19 ans, alors qu'elle est en première année à l'Université de l'Illinois, elle se fait remarquer en remportant le 400 m des Championnats universitaires NCAA, à Des Moines, dans le temps de 50 s 95. Quelques jours plus tard, à Bloomington, elle devient championne des États-Unis junior. Début juillet, elle participe aux championnats du monde juniors de Barcelone où elle décroche les titres du 400 m et du relais 4 × 400 m. Sur 400 m, elle l'emporte en 50 s 50, améliorant le vieux record des championnats établi en 1990 par la Nigériane Fatima Yusuf. Elle signe par ailleurs la meilleure performance mondiale junior sur le tour de piste depuis 2004 et elle figure désormais au deuxième rang des américaines junior derrière Sanya Richards-Ross.
Le 19 mars 2016, à Portland, lors des championnats du monde en salle, elle devient vice-championne du monde du 400 m en 51 s 72, derrière la Bahraïni Kemi Adekoya (51 s 45). Le lendemain, elle est sacrée championne du monde en salle avec ses coéquipières du relais 4 x 400 m en 3 min 26 s 38, devant la Pologne (3 min 31 s 15) et la Roumanie (3 min 31 s 31). 

### 400 mètres haies (depuis 2016)
À compter de la saison estivale de cette même année, elle change de spécialité, elle abandonne le 400 mètres (sauf le relais pendant quelque temps) pour se consacrer aux 400 mètres haies. Le 10 juillet, lors des sélections olympiques américaines, elle se qualifie pour les Jeux de Rio grâce à sa deuxième place (en 54 s 02) derrière la revenante Dalilah Muhammad (52 s 88) et devant la très jeune (16 ans) et déjà très médiatique Sydney McLaughlin. 

#### Le bronze à Rio (2016)
Le 18 août, avec un temps de 53 s 72, elle décroche la médaille de bronze du 400 m haies, devancée par la même Dalilah Muhammad (53 s 13) et la Danoise Sara Slott Petersen (53 s 55),. Elle révèle à cette occasion un talent de finisseuse remarquable et qui ne démentira pas : en effet, alors qu'elle est en dernière position à la fin du dernier virage, elle termine sur les talons de Petersen, la deuxième. Elle montre aussi sa capacité – qu'elle confirmera également – à se surpasser dans les grandes occasions. En effet, avec un temps de référence modeste, on ne l'attend pas sur le podium à Rio, tout le monde a les yeux rivés sur le « jeune prodige » McLaughlin mais c’est Ashley qui parvient à se frayer une place jusqu’au podium, en battant son record au bon moment et, s'il n'est pas encore mirobolant (53 s 72), il est suffisant ce jour-là.

#### Intermittente dans les championnats nationaux et mondiaux (2017–2019)
En 2017 et 2018, chez les Américaines, de nouveaux talents apparaissent en nombre sur 400 m haies. Outre Dalilah Muhammad et Sydney McLaughlin, Shamier Little et Kori Carter le courent en moins de 53 secondes. Pendant deux années Ashley Spencer se fait plus discrète sur les pistes. En août 2017, elle n'est pas à Londres aux Championnats du monde car elle n'est pas sélectionnée lors Championnat américains de Sacramento. Pourtant elle y bat son record personnel (53 s 11) mais ce 400 m haies est le plus rapide de tous les temps, elle ne le termine «qu'à» la quatrième place.
En 2019, à Des Moines, c'est en outsideur qu'elle aborde les Championnats des États-Unis dont les épreuves sont qualificatives pour les championnats du monde de Doha en octobre. Mais cette fois, elle est à nouveau sur le podium, sur la troisième marche, avec un record personnel égalé, dans une course remportée par Dalilah Muhammad en 52 s 20 (record du monde). Cinquième à l'entrée du dernier virage, elle produit une spectaculaire accélération qui lui permet de terminer juste derrière la favorite des médias, Sydney McLaughlin (52 s 88).
Elle se classe 6e des championnats du monde 2019 à Doha en 54 s 45.

## Palmarès
| Date | Compétition                    | Lieu             | Résultat | Épreuve     | Temps         |
| ---- | ------------------------------ | ---------------- | -------- | ----------- | ------------- |
| 2012 | Championnats du monde juniors  | Barcelone        | 1re      | 400 m       | 50 s 50       |
| 2012 | Championnats du monde juniors  | Barcelone        | 1re      | 4 × 400 m   | 3 min 30 s 01 |
| 2013 | Championnats du monde          | Moscou           | 1re      | 4 × 400 m   | 3 min 20 s 41 |
| 2016 | Championnats du monde en salle | Portland         | 2e       | 400 m       | 51 s 72       |
| 2016 | Championnats du monde en salle | Portland         | 1re      | 4 x 400 m   | 3 min 26 s 38 |
| 2016 | Jeux olympiques                | Rio de Janeiro   | 3e       | 400 m haies | 53 s 72       |
| 2017 | Relais mondiaux de l'IAAF      | Nassau           | 1re      | 4 × 400 m   | 3 min 24 s 36 |
| 2017 | Ligue de diamant               | Ligue de diamant | 3e       | 400 m haies | 54 s 92       |
| 2019 | Ligue de diamant               | Ligue de diamant | 8e       | 400 m haies | 56 s 90       |
| 2019 | Championnats du monde          | Doha             | 6e       | 400 m haies | 54 s 45       |

## Records
| Épreuve     | Temps   | Lieu       | Date         |
| ----------- | ------- | ---------- | ------------ |
| 400 m       | 50 s 28 | Eugene     | 7 juin 2013  |
| 400 m haies | 53 s 11 | Sacramento | 25 juin 2017 |